# Студенка (приток Вязьмы)
Студенка — небольшая река в России, протекает по Ивановской области. Правый приток Вязьмы.
Протекает в лесах Тейковского района. Не судоходна. Населённых пунктов вдоль русла реки нет.